# 涂振农
涂振农（1896年12月5日—1951年4月）曾用名涂镜吾、涂振龙，生于江西省奉新县会埠乡渣村。中国共产党早期高级干部，抗日战争期间被捕叛变。

## 生平
涂振农生于渣村一户农民家庭。1912年小学毕业后，考入江西省农业专门学校。后来辍学，在奉新县任国民小学校长兼教员四年。1919年，入江西省农业专门学校林学专科。在校期间，参加學生运动。1921年1月1日，改造社成立，涂振农成为首批会员之一。不久，进入南昌学生联合会。同年，加入中国国民党。1922年，自江西省农业专门学校毕业后，任南昌《大江报》、《新民报》编辑。不久，《大江报》遭到查封，涂振农赴广东任直辖第三军司令部书记官。1924年3月，中国国民党江西临时省党部成立，中国共产党党员赵醒侬任组织部主任，邓鹤鸣任宣传部主任，涂振农任执行委员兼秘书。1924年6月，赵醒侬等人在南昌解家厂创办黎明中学，涂振农任该校训育主任兼教员。
1925年5月，涂振农经赵醒侬、邓鹤鸣介绍加入中国共产党。1925年7月，江西省中国国民党第一次全省代表大会在南昌召开，涂振农当选执委并任省党部秘书。12月17日，赵醒侬等3位出席中国国民党第二次全国代表大会的代表在南昌牛行车站被捕。涂振农遂被增选为江西代表，到广州出席此次大会。同时，涂振农在中国共产党江西省民委书记及中国国民党江西省党部党团书记，并任江西省建设厅第五科科长。1926年北伐军进攻南昌时，被国民革命军第六军政治部主任林伯渠任命为奉新县县长。北伐军攻占南昌后，在欢迎北伐军大会上，涂振农被80多个到会团体推举为大会主席。1927年中国国民党清党后，涂振农出走吉安、吉水等地，与中共党组织失去联系。1928年6月，涂振农到上海同中共党组织接上关系，先在上海法租界街头党支部任职，不久奉命赴香港任中共中央南方局主办的《香港小日报》编辑。
1929年到广西龙州，涂振农任中共左江特委书记。1930年初，到上海参加了全国苏维埃代表大会和红军代表大会。1930年5月，被中央军委任命为中央巡视员，视察闽西、赣西南革命根据地及红四军、红五军、红六军、红十二军，传达贯彻全国苏维埃代表大会和红军代表大会精神。根据中共中央指示，涂振农指令毛泽东、朱德率红军到福建省长汀县接受整编，将红四军、红十二军、红三军合编成红一军团，宣布毛泽东任政治委员，朱德任总指挥，并调红一军团北攻南昌、九江等地。10月4日，红一军团攻克吉安。10月7日，江西省苏维埃政府在吉安成立，涂振农任江西省苏维埃政府执行委员会委员。
1930年11月，以中央特派员身份抵达赣东北苏区，传达中共六届三中全会精神，纠正立三路线错误，被中共中央指定为红十军政委。后又曾任中共赣东北省委宣传部长、军区政治部主任、红五分校校长兼政治委员。1932年11月，代表中共赣东北省委到上海向中共中央汇报工作。1934年10月，红一方面军开始长征，涂振农一度与中共党组织失去联系。1935年5月，化名李平之，参加上海文化界救国会的工作。1936年1月，辗转抵达陕北，历任中共中央政治局秘书长、中共中央组织部地方干部科科长。
抗日战争爆发后，1937年冬，涂振农、钟平、陈少敏等10人奉命一道赴江西南昌，组建新四军军部并设新四军南昌办事处，涂振农任办事处处长。中共中央政治局决定由项英、曾山、陈毅、方方、涂振农组成中共中央东南分局，涂振农任中共中央东南分局委员兼组织部长。1938年10月，涂振农奉派赴广东，任中共广东省委委员兼宣传部长，负责中共粤北特委、中共赣粤边特委的工作。1941年3月，任中共南方工作委员会委员兼宣传部长。
1942年6月6日，因遭人举报，涂振农和中共广东省委书记兼中共南方工作委员会副书记张文彬在广东大埔县高陂镇同时被捕，涂振农被捕时跳水自杀未成，被押解到江西省泰和县马家洲的“江西省青年留训所”。1943年1月30日，涂振农书写脱党声明叛变。并受中統指示，试图策反同狱的廖承志、张文彬，遭到二人痛斥。1943年6月，涂振农出狱，随即加入中国国民党。同年9月，任中国国民党江西省党部民运专员。1944年底，涂振农到皖南任第三战区皖南自首自新人员训练班上校政治教官，兼任中统东南区特种干部训练班政治教员。1945年7月，奉中统局电令，出任中统东南区特别工作小组负责人，并获中统局专员的名义。1948年2月，参加行政院组织的中央治安考察团，先后考察长沙、广州、曲江、南雄、大庚、赣州、上犹、南康、吉安等地治安情况。1948年9月，调任中统局研究处下属研究室主任。在中统任职期间，涂振农培训特务，在江西、南京、上海等地冒充中共的名义印发宣传品，派人建立据点破坏中共活动，并草拟《为当前形势和任务告全体同志书》、《中国革命基本问题》、《对九国情报局的分析》等文件。1949年2月5日疏散离开南京，5月在南昌自动下车，回到奉新渣村。中国人民解放军攻克南昌后，涂振农赴南昌投案自首，1951年4月，涂振农在北京接受公审后被处决。

## 家庭
- 第一任妻子：萧华，大革命时期江西革命领袖，后牺牲，与涂振农育有一女。[2]